# Эймсская лаборатория
Эймсская лаборатория (англ. Ames Laboratory) — одна из шестнадцати национальных лабораторий Министерства энергетики США. Расположена в городе Эймс, штат Айова, США. Управляется университетом Айовы. Основана в 1947 году.
Лаборатория предназначена для исследований в различных областях, касающихся национальной безопасности и управления ресурсами. Она проводит исследования в материаловедении, энергетическим ресурсам, проектированию суперкомпьютеров, а также по вопросам очищения и восстановления
окружающей среды.
В январе 2013 года Министерство энергетики США объявило о создании Института критических материалов в Эймсской лаборатории с целью разработки решений для устранения нехватки редкоземельных металлов и других материалов, имеющих решающее значение для энергобезопасности Соединённых Штатов.